# Универсальная алгебраическая геометрия
Универсальная алгебраическая геометрия (другое название — алгебраическая геометрия над алгебраическими системами) — направление в математике, изучающее связи между элементами алгебраической системы, выражаемые на языке алгебраических уравнений над алгебраическими системами. Классическая алгебраическая геометрия — это конкретный пример алгебраической геометрии над алгебраическими системами для случая алгебраического поля, в универсальном случае используется инструментарий универсальной алгебры для обобщения классических результатов.
Первоначальное развитие направление получило в работах Плоткина, Баумслага (англ. Gilbert Baumslag), Харлампович, Мясникова, Ремесленникова. Отправной точкой стали разработки по алгебраической геометрии над свободной неабелевой группой, впоследствии содержательные теории получены для жёстких разрешимых групп (Романовский), метабелевых групп, частично коммутативных групп, выявлен ряд результатов над абелевыми группами, топологическими группами, гиперболическими группами, алгебрами над кольцами, а также над рядом структур с высоким уровнем общности, такими как полугруппа, моноид, полурешётка.
Одна из основных задач направления состоит в описании алгебраических множеств над выбранной алгебраической системой. Фундаментальная часть теории — обобщение результатов построения алгебраической геометрии над конкретными видами алгебраических систем и применение теоретико-модельных инструментов для построения аналогичных теорий над алгебраическими системами любой сигнатуры, нахождение общих конструкций, не зависящих от конкретных видов многообразий алгебраических систем, подбор свойств, выразимых вне зависимости от видов многообразий и выявление результатов, всеобщих для любых систем соответствующих свойств. Один из примеров такого свойства — нётеровость, ранее разработанное раздельно для групп, колец, модулей, но обобщаемое для произвольных алгебраических систем, при этом для всего класса нётеровых алгебраических систем имеет место ряд алгебраико-геометрических результатов. Кроме универсализации результатов, одним из технических эффектов подхода является упрощение многих доказательств за счёт перехода к теоретико-модельному языку, не требующему использование специфических свойств групп, колец, модулей.